# Svarttjärnen (Jörns socken, Västerbotten, 720751-170826)
Svarttjärnen är en sjö i Skellefteå kommun i Västerbotten och ingår i Skellefteälvens huvudavrinningsområde.